# Dime Jankulovski
Dime Jankulovski (Göteborg, 18 giugno 1977) è un allenatore di calcio ed ex calciatore svedese, di ruolo portiere.